# フランシスコ・ナヘラ
アルバロ・フランシスコ・ナヘラ・ヒル（スペイン語: Álvaro Francisco Nájera Gil、1983年7月25日 - ）は、コロンビアの元サッカー選手。元コロンビア代表。現役時代のポジションはDF。

## クラブ歴
インデペンディエンテ・サンタフェの下部組織出身で2001年にトップチームに昇格。2006年にリーガMXのケレタロFCに移籍するが翌年インデペンディエンテ・サンタフェに復帰した。
2009年にウニオン・エスパニョーラ、2011年にオリンピア・アスンシオンに移籍。
2012年にアトレティコ・ナシオナルに加入しコロンビアに再復帰。2017年にラ・エキダに移籍した。

## 代表歴
2006年5月30日のポーランド代表戦にコロンビア代表として出場した。